# شركة بنك سامان
بنك سامان هو بنك إيراني مملوك للقطاع الخاص.

## التاريخ
شركة بنك سامان بدأت أنشطتها «مؤسسة ائتمانية» في أيلول/سبتمبر 1999. بعد ذلك، في آب/أغسطس 2002، تلقت اللجنة ترخيص مصرفي كامل وغيرت اسمها إلى بنك سامان. مع رأس مال من مليار 11 ريال إيراني (الولايات المتحدة مبلغ 1.4 مليون ريال) وقد أنشئت شركة الائتمان الاقتصاد سامان في 23 أيلول/سبتمبر 1999. افتتح أول فرع له في 22 تشرين الثاني/نوفمبر 1999، وتمكنت من تحقيق عائد على رأس المال 5 في المائة في السنة الأولى من نشاط. وفي عام 2002، كان سمعان المؤسسة المالية الخاصة الثالثة في مستلزماتها إيران الحصول على رخصة مصرفية. وفي هذا السياق، زادت حصة رأس المال إلى 220 ريال مليار (الولايات المتحدة مبلغ 26 مليون ريال).
في آذار/مارس 2007، كان بنك سامان أسهم سوب دفع رأس مال من مليار 900 ريال (مليون ريال 97 دولاراً). وتعمل فروع 85 عبر إيران.
بنك سامان أيضا إطلاق الأول شبكة الإنترنت المصرفية الخدمة في إيران، ومنذ ذلك الحين في طليعة توسيع وتعزيز الخدمات المصرفية الإلكترونية.

## مجلس الإدارة
- الله وردی سلماسي (رئيس مجلس الإدارة)
- ايراج نيكنيجاد (نائب رئيس المجلس)
- محمد ضرابيه (عضو مجلس الإدارة)
- سعيد أتاشكاري (عضو مجلس الإدارة)
- رضا كريشتشي خياباني (عضو مجلس الإدارة)
- بارفيز مشيرزاديه معيدي (عضو مجلس الإدارة)
- زارابيه الوالي (عضو مجلس إدارة بديل والمدير العام)
- سيد على صالحي أميري (مستشار المدير العام)

## المدير الإداري
- ولی ضرابيه

## وصلات خارجية
- موقع على شبكة الإنترنت